# Station Breil-sur-Roya
Station Breil-sur-Roya is een spoorwegstation in de Franse gemeente Breil-sur-Roya.